# Ljekarna
Ljekarna ili apoteka je zdravstveni objekt, u kojem se obavljaju farmaceutske usluge. 
Prve ljekarne pojavile su se u Bagdadu, nakon nekog vremena i u Europi u 12. stoljeću. Car Fridrik II., donio je propis 1240. godine, po kojem se farmacija odvaja od medicine. U sklopu dubrovačkoga franjevačkoga samostana od 1317. godine do danas djeluje treća po starosti ljekarna u Europi.
Nakon Dubrovnika, u Hrvatskoj su se počele pojavljivati ljekarne i u Zadru, Splitu, Rabu, te na istarskom području, i šire. Ljekarne koje su najstarije u Europi se nalaze u Firenci, Londonu i Napulju. 

## Lijekovi
U ljekarnama se naručuju, čuvaju i prodaju lijekovi na recept i bez njega, galenski pripravci, dječja hrana, homeopatski pripravci, sredstva za zaštitu zdravlja i medicinska pomagala. Unutar ljekarne, izrađuju se i jednostavniji lijekovi, pripravci, kreme i tako dalje. 
Ljekarne moraju poštovati zakonske propise u vezi s opremom, prostorom i zaposlenicima (magistri farmacije i farmaceutski tehničari). Voditelj ljekarne je obavezno magistar farmacije.
Bolnička ljekarna se nalazi unutar bolnice i služi za opskrbu lijekovima pacijenata unutar bolnice i onih koji pohode liječnika.

## Izgled ljekarne
Ljekarne bi se trebale sastojati od par prostorija. One su obavezne u svakoj ljekarni, to su: analitički laboratorij u kojem se ispituju lijekovi, laboratorij za izradu raznih ljekovitih pripravaka, prostorija u kojoj se pere korišteno posuđe i pribor, prostorija u kojoj se nalazi dežurni farmaceut, prostorija za administracijske poslove, i oficina. 
U oficini se zaprimaju recepti liječnika i pismeni i usmeni zahtjevi bolesnika.
U svakoj ljekarni, ljekarnik je dužan bolesniku objasniti ponešto o lijeku koji se uzima. U posljednjih nekoliko godina puno je više lijekova nego što ih je bilo nekada. 
Lijekovi bi se trebali uzimati racionalno, o tome bi se trebali pobrinuti ljekarnici.

## Sigurnost lijekova
Sigurnost lijekova u ljekarnama je jedna bitna komponenta, ako se otkriju neki problemi s lijekovima, oni se moraju ocijeniti, analizirati, nakon toga se priopćavaju zdravstvenim ustanovama i javnosti. U nekim težim situacijama se takvi lijekovi moraju povući s tržišta. 

## Vrste ljekarni
Bolničke ljekarne su ljekarna koje se nalaze u sklopu bolnice. Farmaceuti najčešće nakon završene škole, završe na praksi u ovakvim ljekarnama. Raditi u bolničkoj ljekarni je zahtjevnije, od rada u običnoj ljekarni. U ovakvim se ljekarnama nalazi veći izbor lijekova. 
Kliničke ljekarne su obična ljekarne u kojima bolesnici dobiju svoje lijekove i terapiju koju im je prepisao njihov doktor. Ljekarnik ih posavjetuje u vezi njihova lijeka, te im objasni na koji način ga pravilno piti i dozirati. 
Internet ljekarne na snagu su stupile od 2000 godine. Internet ljekarne su namijenjene za bolesnike koji su vezani za svoj dom. Internet ljekarne ne traže, svaki put, recept prilikom izdavanja lijeka. Internet ljekarne su opasne ljekarne, jer se prilikom kupnje ljekova, nema izravan kontakt s pacijentom, te se na taj način lijekovi, nekad, zloupotrebljavaju. 
Veterinarske ili životinjske ljekarne spadaju u kategoriju bolničke ljekarne i maloprodajne ljekarne. U veterinarskim ljekarnama prodaju se lijekovi koji su namijenjeni za životinje. 
Nuklearne ljekarne su namijenjene za pripremu radioaktivnih materijala za dijagnostičke testove i za liječenje određenih bolesti. Nuklearni farmaceuti prije dobivanja posla u ovakvoj ljekarni moraju proći dodatnu obuku za rukovanje radioaktivnim materijalima. 
U vojnoj ljekarni tehničari obavljaju većinu poslova. Dok bi to u običnim ljekarnama bilo protuzakonito, u vojnim ljekarnama nije.